# スタディオヌル・ジンブル
スタディオヌル・ジンブル（Stadionul Zimbru）は、モルドバの首都キシナウにあるサッカー専用スタジアム。FCジンブル・キシナウのホームスタジアムで、サッカーモルドバ代表の試合も開催されている。

## ギャラリー

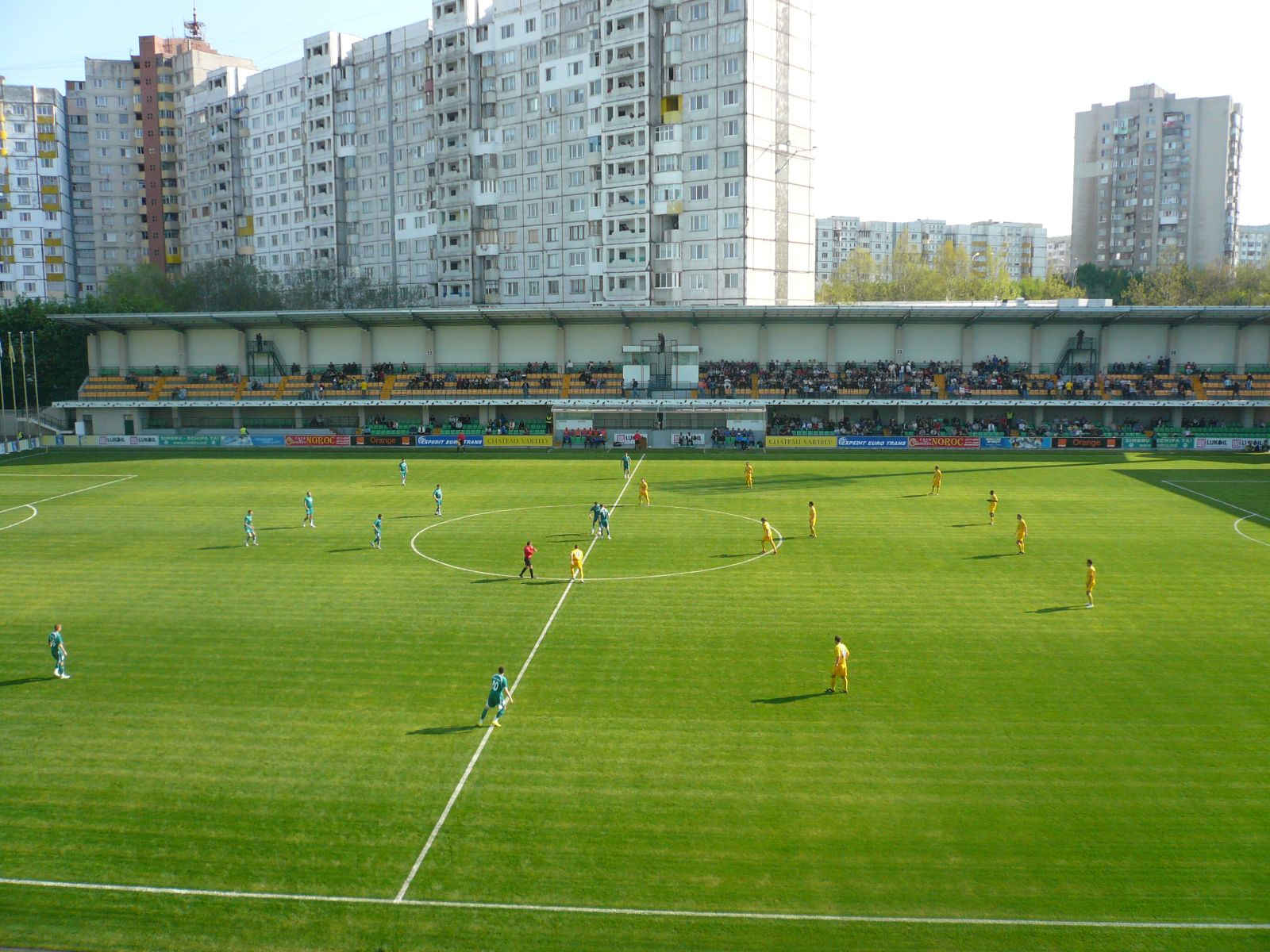
2010年春、キシナウダービー
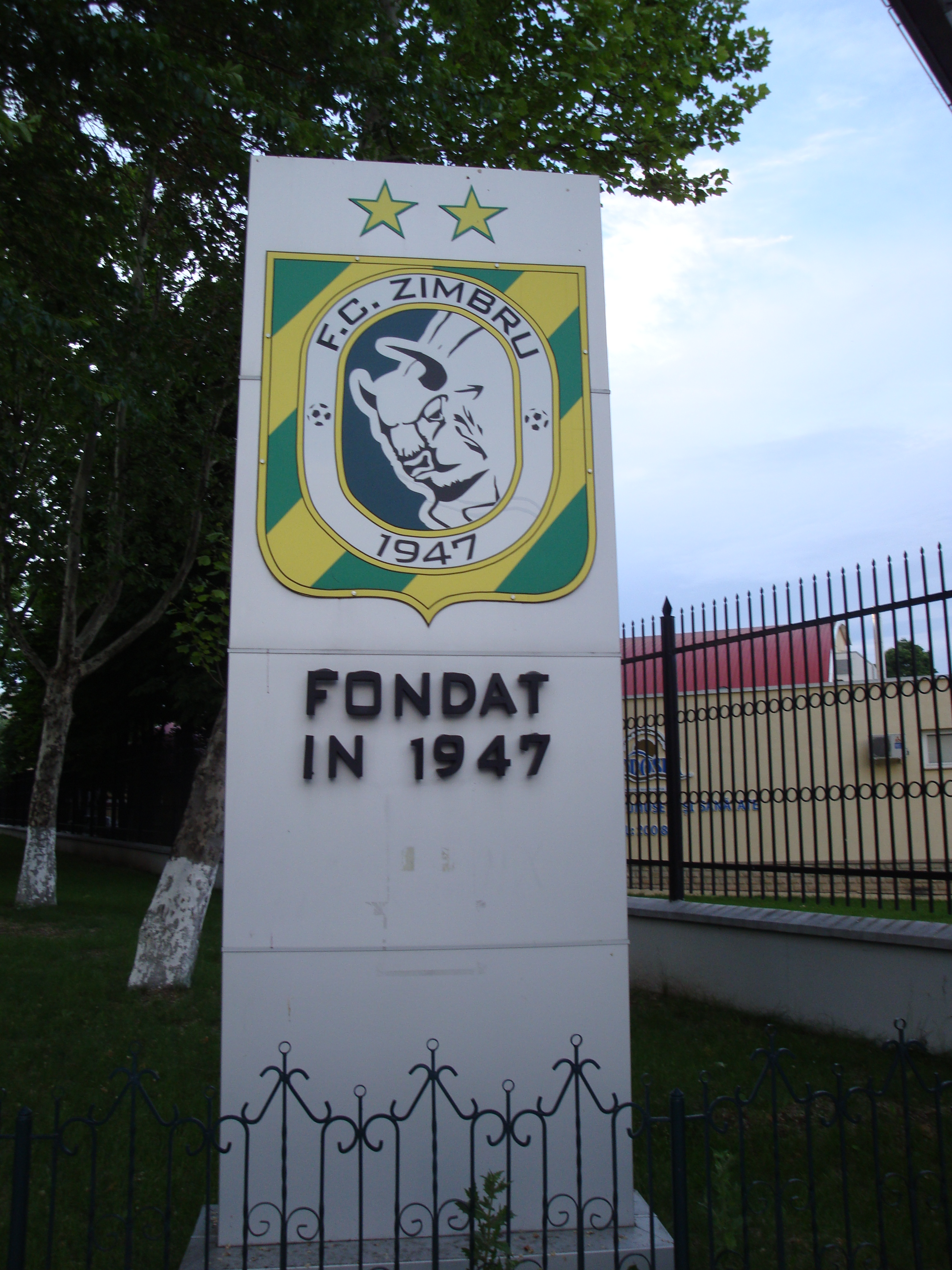